# بیل دیزنی
بیل دیزنی (انگلیسی: Bill Disney; ۳ آوریل ۱۹۳۲ – ۲۲ آوریل ۲۰۰۹) اسکیت‌باز سرعت اهل ایالات متحده آمریکا بود.